# Populár (časopis)
Populár byl slovenský hudební měsíčník založený v bývalém Československu v období 1969–1992. Odrážel nejen domácí, ale i zahraniční populární hudbu. V roce 2008 bylo jeho vydání obnoveno pod názvem „Nový Populár“. ISSN 0323-0783